# Isern Hinnerk (Nagelbild)

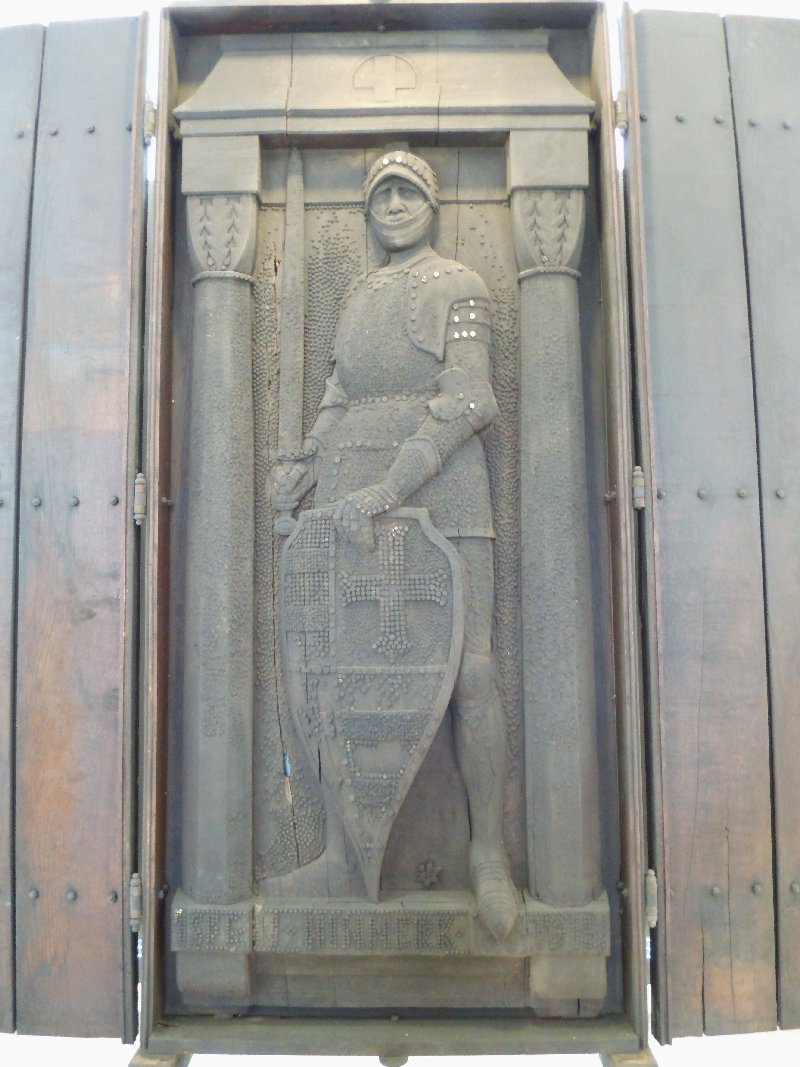
Isern Hinnerk (Nagelbild) am neuen Standort im Stadtmuseum Oldenburg (2013)

Der Isern Hinnerk (Niederdeutsch: Eiserner Heinrich) ist eine aus Eichenholz geschnitzte Skulptur, aus der im Jahr 1915 durch eine Kriegsnagelung mit farbigen Nägeln in Oldenburg ein Nagelbild entstand. Die Figur diente der Spendengewinnung für das Oldenburger Rote Kreuz und befindet sich heute im Stadtmuseum Oldenburg.

## Entwurf und Ausführung

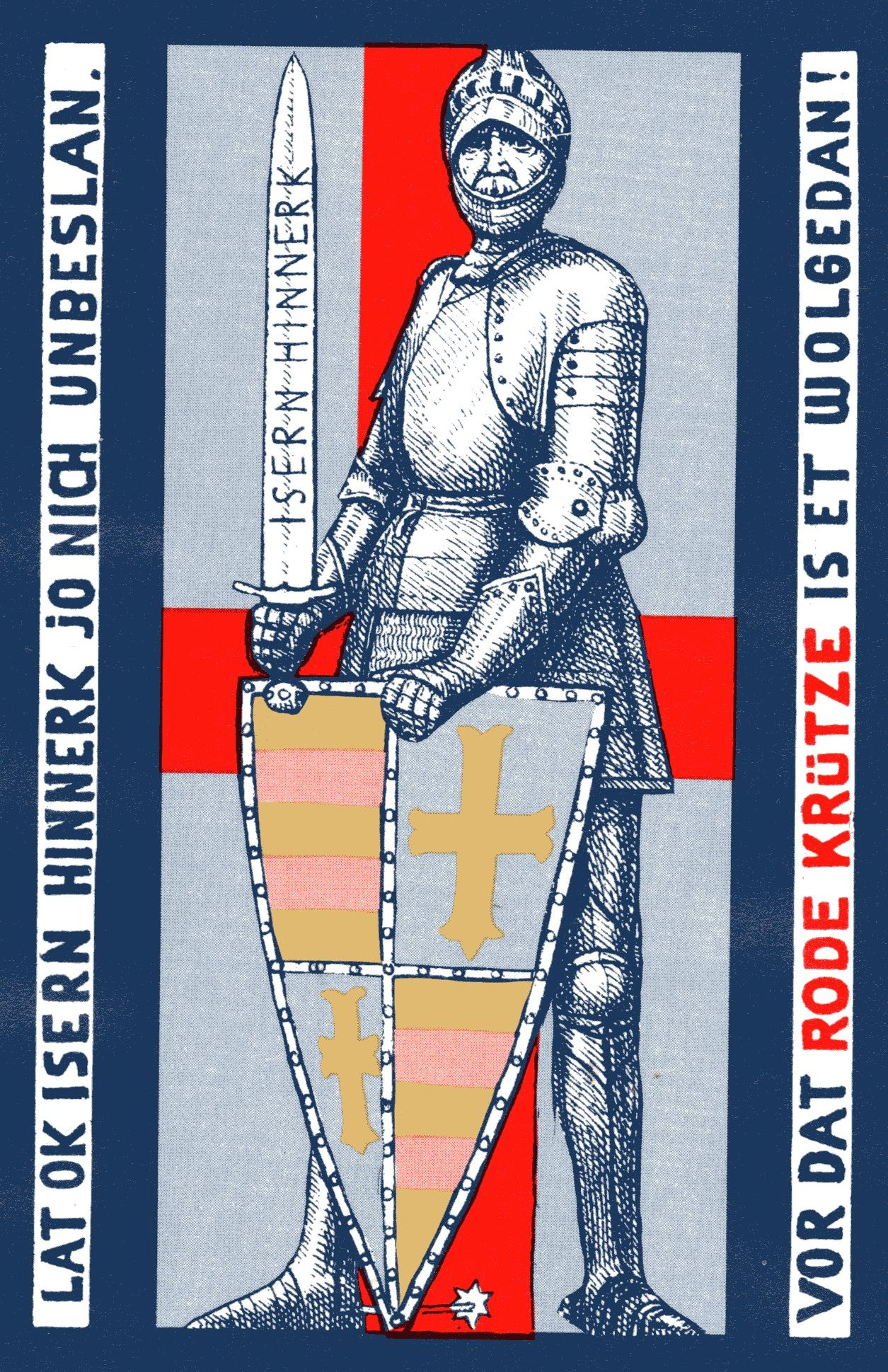
Isern Hinnerk, Bildpostkarte des Roten Kreuzes in Oldenburg (Oldenburg) 1915. Ritterfigur vor der blau-roten Landesflagge des Großherzogtums Oldenburg mit niederdeutschem Spendenaufruf: "Laß Isern Hinnerk nicht unbeschlagen, für das Rote Kreuz ist es wohlgetan".

Im Auftrag des Oldenburger Landesvereins vom Roten Kreuz entwarf Bernhard Winter ein etwa 2,70 m hohes, 1,20 m breites und ca. 25 cm tiefes hölzernes Nagelbild-Relief. Es handelt sich bei der Ausführung um einen stehenden geharnischten Ritter, der sich mit der linken Hand auf seinen Schild stützt. Der Schild zeigt das vereinfachte Wappen des Großherzogtums Oldenburg. In der rechten Hand trägt der Isern Hinnerk ein Schwert das mit der Spitze in die Höhe zeigt. Die Figur besitzt zwei Seitenflügel, mit denen sie bei Bedarf verschlossen werden kann.
Das Nagelbild wurde von dem Bildhauer Rudolf Michelsen (1870–1941) ausgeführt. Kunsttischlerische Arbeiten erledigte Tischlermeister Georg Diers (1878–1972).
Der Isern Hinnerk wurde links neben dem Haupteingang der Lambertikirche in einer Außennische aufgestellt.

## Bezug der Namensgebung
Der Oldenburger Schriftsteller und Heimatdichter Emil Pleitner hat in einem Zeitungsartikel kurz vor der Einweihung des Isern Hinnerk hauptsächlich zwei historische Persönlichkeiten für die Namensgebung herangezogen: den bremischen Heinrich von Borch und den holsteinischen Grafen Heinrich II.
Pleitner weist aber auch auf weitere bekannte Isern Hinnerk hin; so z. B. auf das Märchen der Brüder Grimm Der Froschkönig oder der eiserne Heinrich, den „eisernen Kanzler“ Otto von Bismarck und der Eiserne Heinrich von Hessen. Aus der Pflanzenwelt wird diese Aufzählung von Pleitner mit dem Vogelknöterich oder der Kröten-Binse verbunden.
In der ersten Ankündigung des Werkes war noch die Rede von „De iserne Janhinnerk“. Pleitner hat jedoch bereits in seinem Artikel vom 14. August 1915 bemerkt: „Vielleicht entschließt man sich bei uns, das ‚Jan‘ zu streichen und statt des ‚Janhinnerk‘ die alte gemein-niederdeutsche Form zu wählen: ‚isern Hinnerk‘.“

## Einweihung des Isern Hinnerk
Am 5. September 1915, nur knapp einem Monat nach der ersten Bekanntmachung, wurde der Isern Hinnerk in Oldenburg feierlich enthüllt. Eine Original-Einladungskarte des Roten Kreuzes zur feierlichen Einweihungsfeier wird im Stadtmuseum Oldenburg ausgestellt. Das Relief wurde nach einer Ansprache des Vorsitzenden des Roten Kreuzes, Oberst von der Marwitz, und dem Absingen der Hymne des Oldenburger Landes, “Heil dir, o Oldenburg”, von Friedrich August, Großherzog von Oldenburg und den Prinzessinnen Ingeborg Alix und Altburg Marie Mathilde von Oldenburg mit ersten goldenen Nägeln versehen.
Nach zeitgenössischen Zeitungsberichten „schlug der Großherzog als erster (…) einen goldenen Nagel für sich, einen für den im Felde weilenden Erbgroßherzog und einen für die Prinzessin Eitel Friedrich ein. Dann folgten die beiden Prinzessinnen mit je einem Goldnagel. Oberst v. d. Marwitz fügte einen goldenen Nagel für den durch Krankheit verhinderten Herzog Georg ein, und dann folgte Frl. Thorade [stv. Vorsitzende des Roten Kreuzes].“
Emil Pleitner veröffentlichte anlässlich der Eröffnung ein niederdeutsches Gedicht über den Isern Hinnerk.

## Benagelung
Für die Benagelung des Isern Hinnerk wurden verschiedenfarbige und verschiedenartige Nägel verwendet. So wurden große „goldene“ Nägel für 20,- Mark, kleine „goldene“ Nägel für 10,- Mark, kupferne Nägel für 5,- Mark, helle eiserne Nägel für 1,- Mark und dunkle eiserne Nägel für 50 Pfennig verkauft und genagelt. Später, als die Nagelung des Reliefs nachließ, wurden die Preise für die einfachen eisernen Nägel reduziert.
Nach einem Bericht des Roten Kreuzes gab es auch eine Liste, in der die Namen der Nagelnden eingetragen wurde. Auch wurden Quittungen für Nagelspenden vergeben.
Die letzten Nagelungsstunden waren am 17. Oktober 1915 in der Zeit von 10:00 bis 13:00 und 15:00 bis 16:00 Uhr. Die Aufstellung des Isern Hinnerk war in Oldenburg also relativ kurz gehalten; nur sechs Wochen bestand die Möglichkeit Nägel einzuschlagen. Das Rote Kreuz begründete diese kurze Zeit mit „ungünstiger Witterung“.
Nur anlässlich des Geburtstags des Großherzogs, am 16. November 1915, konnten noch einmal Nägel eingeschlagen werden. Hier waren die Öffnungszeiten ebenfalls relativ kurz gehalten: 12:30 bis 13:00 und 15:30 bis 17:00 Uhr.

## Werbemaßnahmen
In den Tagen und Wochen nach der Eröffnung wurde in der lokalen Presse immer wieder auf die Spenden für den Isern Hinnerk hingewiesen. So war zu lesen: „Schlagt Nägel ein!“, „Wer den Isern Hinnerk nagelt, opfert dem Vaterlande!“ oder „Schlagt Nägel ein zum Dank für die Erfolge im Osten! Tauscht Gold ein beim Isern Hinnerk! Für jedes Goldstück ein eiserner Nagel!“ Mehrfach waren die Öffnungsstunden des Isern Hinnerk mit einem Konzert einer Militärkapelle verbunden.
Bisher sind drei verschiedene Postkarten mit Abbildungen des Isern Hinnerk bekannt geworden.
Am bekanntesten ist hierbei die Postkarte, die ebenfalls von Bernhard Winter gestaltet wurde. Sie trägt die Abbildung des Isern Hinnerk vor der Flagge des Oldenburger Landes und den Text LAT OK ISERN HINNERK JO NICH UNBESLAN. VOR DAT RODE KRÜTZE IS ES WOLGEDAN!
Bei der zweiten Postkarte handelt es sich um eine Fotografie des Isern Hinnerk im schon benagelten Zustand.
Die dritte Postkarte erschien zwar im Oldenburger Land, sollte aber vor allem im Deutschen Reich zum Verkauf angeboten werden. So ist auf der Postkarte “De “Jsern Hinnerk” van Oldenborg.” zu lesen: “Zum Schlagen bereit, ist jedweder Zeit | Unser siegreiches tapferes Heer. | Dem Reiche zum Schutz, dem Feinde zum Trutz. | Und dem Kaiser, dem Kaiser zur Ehr!” Diese Postkarte war Teil einer Serie von mehreren Karten, die Nagelbilder verschiedener Städte abbildeten.

## Weitere Verwendung des Isern Hinnerk
Anlässlich der Kriegsausstellung (25. Juni bis 23. Juli 1915) in der Großherzoglichen Reithalle wurde der Isern Hinnerk erneut ausgestellt. Die Preise der Nägel wurde zunächst beibehalten. Später wurde der Preis auf 20 Pfennig für eiserne Nägel herabgesetzt. Diese Herabsetzung des Preises beflügelte wohl auch Schüler vermehrt Nägel einzuschlagen.
Der Isern Hinnerk wurde nach dem Ende der Kriegsausstellung ins Augusteum gebracht und verblieb dort wohl bis September 1919.
Zunächst war durch das Rote Kreuz geplant den Isern Hinnerk „beim Einrücken unserer Truppen wieder öffentlich auszustellen und ihm hier seine eiserne Rüstung vervollständigen zu lassen, das wenig ruhmreiche Ende des Krieges trug aber neben so vielen anderen auch diese Hoffnung zu Grabe“.
Von 1924 bis vermutlich 1938 befand sich das Standbild im Museum für Kriegserinnerungen (auch Kriegserinnerungsmuseum genannt) in der Huntestr. 6 im so genannten Wardenburgschen Haus. 1938 wurde das Museum aufgelöst und Teile seiner Ausstellung in das neu gegründete Stadtmuseum Oldenburg (früher Heimatmuseum) integriert. Ab diesem Zeitpunkt ist der Verbleib der Figur bis in die 1950er Jahre nicht geklärt. Seit Mitte der 1950er Jahre, eventuell schon früher, befand sie sich in der Gartenlaube von Theodor Francksen als Teil des Stadtmuseums.
Als Mitte der 1960er Jahre auf diesem Grundstück ein Einkaufszentrum und eine Straße gebaut wurden, wurde der Isern Hinnerk als Leihgabe dem Museumsdorf Cloppenburg überlassen. Hier lagerte er bis 2007 auf einem Dachboden eines alten Hofes.

## Gesamtertrag der Sammlung
Die Gesamtsumme des Verkaufs von Nägeln, Postkarten und sonstigen Spenden belief sich bis zum 1. September 1919 auf insgesamt 25.218,38 Mark. Das größte Ergebnis konnte dabei bereits im ersten Jahr verzeichnet werden; im Jahr 1915 waren es insgesamt 19.932,10 Mark. Allein der erste Nagelungstag erbrachte dabei eine Gesamtsumme von 3.000 Mark. Der Erlös der Nagelungen anlässlich der Kriegsausstellung betrug 1.196 Mark. Alle Einnahmen gingen vollständig dem Oldenburgischen Roten Kreuz zu.
Sicherlich hatte sich das Rote Kreuz einen größeren Erlös aus dieser Aktion erwünscht. Der Isern Hinnerk wurde jedoch nur an wenigen Stellen großflächig benagelt. Viele Stellen sind noch frei geblieben. Die Spendenbereitschaft der Bevölkerung war jedoch durch die schon bisher durchgeführten Sammlung des Roten Kreuzes (zum Beispiel für den Hilfslazarettzug 26 (Oldenburg)) seit dem Jahr 1914 deutlich geschwächt.

## Wiederentdeckung
2007 begutachteten je ein Vertreter des Stadtarchivs Oldenburg, des Stadtmuseums Oldenburg, des Museumsdorfes Cloppenburg und ein Historiker den Zustand des Isern Hinnerk vor Ort im Museumsdorf Cloppenburg. Der Erhaltungszustand war – trotz langer Zwischenlagerung an verschiedenen Orten – erstaunlich gut. Der Isern Hinnerk war völlig intakt. Es hatte sich lediglich eine Patina gebildet, die jedoch durch Restaurierung ohne Schwierigkeit entfernt werden könnte. Ausdrücklich wurde aber auch darauf hingewiesen, dass es sich bei dem Isern Hinnerk um kein Kriegssymbol handelt, sondern er ein „Symbol für die gesellschaftliche Realität eines Krieges“ war und ist.

## Heutige Verwendung
Anfang September 2013 kehrte der Isern Hinnerk in das Stadtmuseum Oldenburg zurück. Im Rahmen der Ausstellung Sehnsucht nach dem Krieg? Am Vorabend des Ersten Weltkriegs Oldenburg 1913 fand er seinen Platz zunächst in der Bernhard-Winter-Abteilung des Museums.